# Enno Thümler
Enno Thümler (* 10. Mai 1937 in Brake) ist ein deutscher Politiker (CDU). Er war von 1986 bis 1998 Mitglied des Niedersächsischen Landtages.
Thümler besuchte die Volksschule in Schmalenfleth und anschließend die Realschulen in Rodenkirchen und Berne. Danach absolvierte er eine Lehre im Groß- und Außenhandel und machte danach eine Ausbildung zum Verbandsprüfer. Im Jahr 1963 trat er der CDU bei und wurde 1984 Vorsitzender des CDU-Kreisverbandes Oldenburg-Land. Seit 1985 ist er Mitglied des Vorstandes des CDU-Landesverbandes Oldenburg. Von 1974 bis 1981 und wieder ab 1986 war Thümler Kreistagsabgeordneter des Landkreises Oldenburg, wo er ab 1991 CDU-Fraktionsvorsitzender war. Im Jahr 1986 wurde er in die elfte Wahlperiode des Niedersächsischen Landtages gewählt, dem er bis 1998, dem Ende der 13. Wahlperiode, angehörte.